# Gerhard Knape
Gerhard Knape (* 7. Oktober 1914 in Berlin; † 18. Juni 1993 ebenda) war ein deutscher Schauspieler, Sprecher und Regisseur, der seine Karriere nach dem Zweiten Weltkrieg als Nebendarsteller in Bertolt Brechts Mutter Courage und ihre Kinder begann.

## Filmographie
- 1950: Das kalte Herz
- 1953: Anna Susanna
- 1967: Begegnungen (fünfteilige Fernsehinszenierung)
- 1968: Wege übers Land
- 1968: Gedanken zum November (Sprecher)
- 1973: Die sieben Affären der Doña Juanita (4-teiliger Film für das DDR-Fernsehen)
- 1974: Mein lieber Mann und ich
- 1977: Der gepuderte Mann im bunten Rock oder Musjöh lebt gefährlich (Drama, DDR)
- 1979: Barry schwieg
- 1981/1982: Schranken
- 1984/1985: Besuch bei van Gogh
- 1986/1987: Wengler & Söhne. Eine Legende

## Theater
- 1953: Gotthold Ephraim Lessing: Emilia Galotti – Regie: Herbert F. Müller (Theater Rudolstadt)
- 1954: William Shakespeare: Was ihr wollt – Regie: Herbert F. Müller (Theater Rudolstadt)